# Tommy Amaker
Harold Tommy Amaker, (nacido el 6 de junio de 1965 en Falls Church, Virginia) es un exjugador y entrenador de baloncesto estadounidense. 
Después de su periplo universitario, y de haber sido campeón del mundo con Estados Unidos, se retira como jugador e inicia una carrera como entrenador de distintas universidades.

## Trayectoria

### Jugador
- Wilbert Tucker Woodson High School
- Universidad de Duke (1983-1987)

### Entrenador
- Universidad de Duke (1988-1997) (Ayudante)
- Seton Hall (1997-2001)
- Michigan (2001-2007)
- Harvard (2007-presente)